# Лысенков, Алексей Максимович
Лысенков Алексей Максимович (19 апреля 1921 года — 19 марта 1945 года) — командир батареи самоходных артиллерийских установок (САУ) 1458-го самоходного артиллерийского полка (5-го гвардейского танкового корпуса, 6-й танковой армии, 2-го Украинского фронта), младший лейтенант, Герой Советского Союза.

## Биография
Алексей Максимович Лысенко́в родился 19 апреля 1921 года в деревне Константиновка Белебеевского уезда Уфимской губернии (ныне Туймазинский район Республики Башкортостан) в крестьянской семье.
Русский. Член ВКП(б) с 1942 года. Окончил 8 классов. Работал в колхозе.
В Красную Армию призван в 1940 году Туймазинским райвоенкоматом Башкирской АССР. Участник Великой Отечественной войны с июня 1941 года. В 1943 году Алексей Максимович окончил Киевское артиллерийское училище.
Командир батареи самоходной артиллерийской установки (САУ) 1458-го артиллерийского полка (5-й гвардейский танковый корпус, 6-я танковая армия, 2-й Украинский фронт) младший лейтенант Лысенков А. М. отличился в ходе Корсунь-Шевченковской операции.
Лысенков Алексей Максимович погиб 19 марта 1945 года в бою за село Гуттамаши, северо-западнее города Секешфехервар (Венгрия). Похоронен в этом же селе.

## Подвиг
«В февральские дни 1944 года, отбивая вражеские контратаки, батарея Лысенкова А. М. уничтожила в районе сёл Тихоновка и Яблоновка Лысянского района Черкасской области Украины 12 танков и 2 орудия. В одном из таких боёв 23 февраля 1944 года Лысенков расположил свою САУ в укрытии и метким огнём уничтожил танк, 2 орудия и до 50 солдат и офицеров противника. Контратака гитлеровцев захлебнулась».
Указом Президиума Верховного Совета СССР от 13 сентября 1944 года за образцовое выполнение заданий командования и проявленные мужество и героизм в боях с немецко-фашистскими захватчиками младшему лейтенанту Лысенкову Алексею Максимовичу присвоено звание Героя Советского Союза с вручением ордена Ленина и медали «Золотая Звезда» (№ 4267).

## Награды
- Медаль «Золотая Звезда» Героя Советского Союза (13.09.1944)[6][7].
- Орден Ленина (13.09.1944).
- Орден Александра Невского (11.09.1944)[8].
- Орден Красной Звезды (30.09.1944)[9].

## Память
На родине Героя Советского Союза А. М. Лысенкова на здании школы, где он учился, установлена мемориальная доска.